# Origine africana dell'Homo sapiens
L'origine africana di Homo sapiens è il modello teorico paleoantropologico più ampiamente accettato tra le ipotesi che cercano di descrivere e ricostruire l'origine e le prime migrazioni dell'uomo moderno.
È conosciuta anche come Ipotesi africana, Teoria della migrazione dall'Africa (in inglese Out of Africa - da cui le teorie Out of Africa I e Out of Africa II), Origine africana recente, Ipotesi di un'origine unica e recente (RSOH dall'inglese recent single-origin hypothesis), Teoria del rimpiazzo (dall'inglese Replacement Hypothesis).
L'ipotesi dell'origine africana dell'uomo moderno si basa fondamentalmente sui dati genetici e sui ritrovamenti archeologici. Tali dati convergono verso un'unica data e un'unica localizzazione, cioè l'Africa subsahariana circa 200 000 anni fa.

## Evidenze paleoantropologiche
Secondo la paleoantropologia, l'Homo sapiens più antico sarebbe l'Uomo di Kibish (o resti Omo I), i cui resti sono stati trovati a Kibish in Africa orientale (fiume Omo, Etiopia), risalente a circa 195 000 anni fa.
La distribuzione dei siti di ominidi nel vecchio continente e gli studi di antropologia fisica forniscono anche indizi geografici per l'origine africana dell'uomo moderno. Per esempio, uno studio craniometrico di un campione di seimila crani conclude che maggiore è la distanza dal continente africano, proporzionalmente minore sarà la variabilità fenotipica, cosa che corrobora l'ipotesi di una deriva genetica, in questo caso dall'Africa subsahariana.

## Evidenze archeologiche
La scoperta di resti che mostrano il comportamento umano moderno è considerata la prova consistente della presenza di Homo sapiens. È noto che in Europa il comportamento umano moderno corrisponde al Paleolitico superiore, all'incirca 30 000 anni fa; ma molto prima in Africa, esiste la prova materiale della presenza di esseri umani moderni.
Punte di freccia e strumenti in osso per la pesca trovati nel Congo (di circa 90 000 anni fa) sarebbero la più antica scoperta del comportamento umano moderno, come anche le punte di pietra e le punte di freccia di osso trovate in alcuni siti archeologici, a Howiesons Poort e a Stillbay in Sudafrica (di circa 60 a 70 000 anni).

## Evidenze geografiche
Il basso livello dei mari permetteva di percorrere l'odierno stretto di Djibouti a piedi e probabilmente da qui sono passate le ultime migrazioni dal corno d'Africa all'Arabia come anche le dimostrazioni di datazione dei reperti della zona che arrivano sino a 400 000 anni prima del presente, e successivamente circa 85 000 anni fa attraversando il "corridoio verde" dell'antico Sahara passarono in Arabia verso la penisola indica ed in seguito il resto dell'Asia, come le evidenze sembrano suggerire, con migrazioni di popolazioni che si spostavano seguendo corsi d'acqua, fiumi e laghi.

## Evidenze linguistiche
Tuttavia, nel 2011 l'antropologo Quentin Atkinson ha pubblicato uno studio, peraltro molto contestato, che localizzerebbe in Africa occidentale un'ipotetica lingua primigenia. Analizzando 504 lingue viventi ha infatti rilevato che le lingue con più suoni sono quelle parlate in Africa e quelle che ne contengono meno si trovano in America Meridionale e nelle isole dell'Oceania; così, per esempio, mentre la lingua hawaiiana ha 13 suoni, la lingua khoisan !Xu ne raggiunge 141.
Gli oppositori, pur non negando la possibile origine africana della lingua, contestano sia il campione di lingue scelte (con campioni diversi si ottengono risultati diversi) sia la numerosità dei fonemi come marcatori dell'antichità della lingua. Atkinson ipotizza infatti un "effetto fondatore" analogo a quello della genetica, per cui i gruppi emigrati avrebbero portato con sé meno fonemi di quelli del gruppo originario; tuttavia non esistono prove che le lingue derivate utilizzino meno fonemi di quelle da cui derivano, come dimostra la presenza di lingue con alti numeri di fonemi sia in Nordamerica che in Sudamerica.

## Evidenze microbiologiche
Lo studio microbiologico del batterio gastrico umano Helicobacter pylori ha rivelato che la distribuzione dei ceppi (varietà) è in relazione ai modelli di migrazione degli esseri umani. Si è arrivati alla conclusione che l'origine dell'uomo moderno e di questi batteri è nell'Africa subsahariana, data la maggiore diversità ivi riscontrata.

## Evidenze genetiche
Le evidenze genetiche suggeriscono che gli esseri umani anatomicamente moderni (Homo sapiens) si siano evoluti 200 000 anni fa da una preesistente popolazione di esseri umani anatomicamente "arcaici", definiti Homo sapiens. I dati climatologici (palinologia, glaciologia, idrogeologia) confermano l'esistenza di momenti climatici che potrebbero essere responsabili di un collo di bottiglia che abbia causato selezione naturale e deriva genetica della nuova specie. Le primigenie espressioni di umani moderni africani dell'epoca, geneticamente non avevano la morfologia e fenotipo africano odierno, ma avevano una pelle di tonalità variabile meticcia e caratteristiche morfologiche intermedie, che poi nel tempo si sono estremizzate nelle espressioni caratteristiche attuali.
Luigi Cavalli-Sforza, uno dei più famosi genetisti, usa metodiche di indagine basate sul DNA mitocondriale, segmenti ripetitivi di alcune sequenze del DNA genomico, che offrono dati aggiuntivi assai utili negli studi sul lontano passato e la tecnica dell'orologio molecolare, che permetterebbe di calcolare il tempo trascorso dalla separazione fra due specie o popolazioni, analizzando la differenza di mutazioni accumulate. L'autore, che segue l'opinione prevalente oggi, individua l'Africa come la patria originaria sia dei primi ominidi che dell'homo sapiens, cioè di individui morfologicamente già assai simili a noi.

### DNA mitocondriale

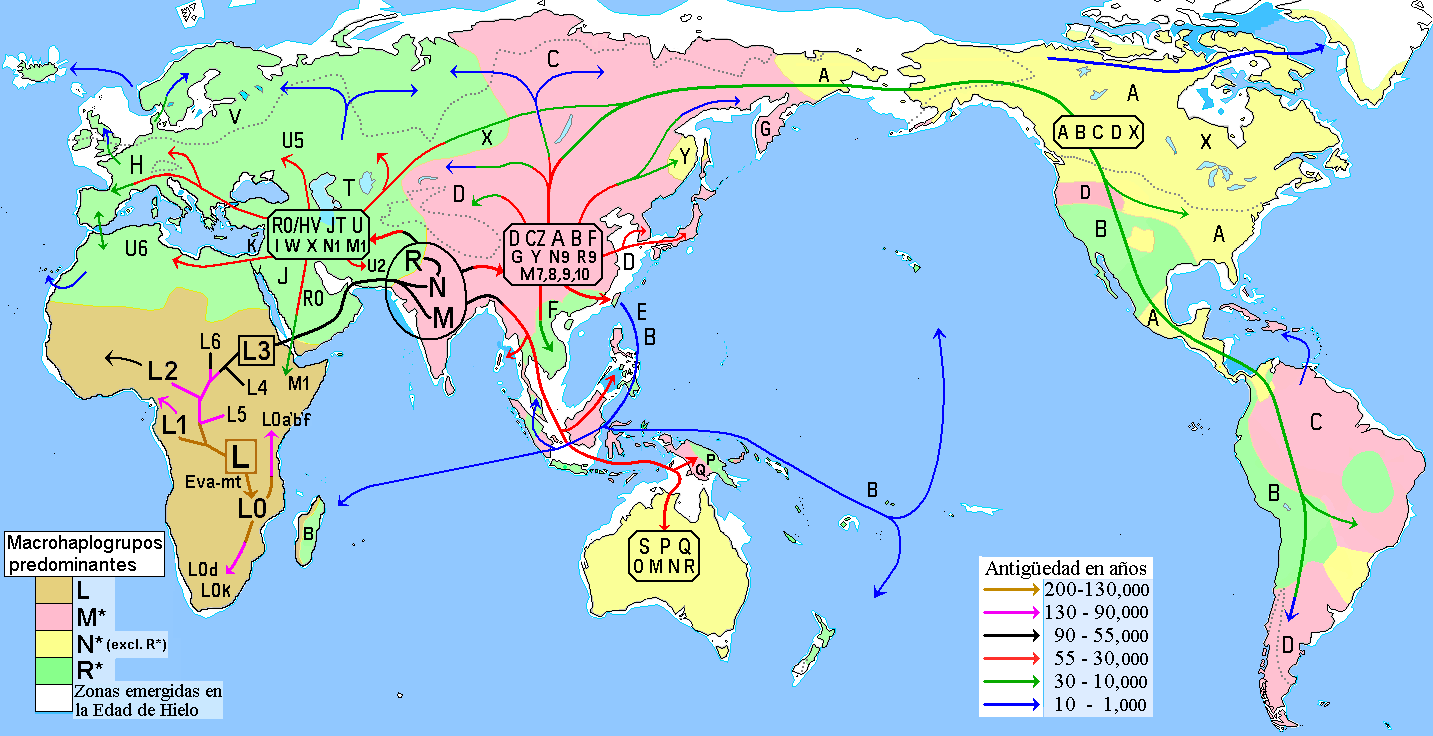
Distribuzione geografica dei principali macro-aplogruppi di Homo sapiens e supposte rotte migratorie secondo l'ipotesi dell'origine africana.

Il macro-aplogruppo N è l'aplogruppo ancestrale di quasi tutti gli aplogruppi europei, mentre il macro-aplogruppo M è l'aplogruppo ancestrale degli aplogruppi dell'India e del sud-est asiatico. Tutti gli aplogruppi del mtDNA trovati al di fuori dell'Africa sono discendenti dell'aplogruppo N o dell'aplogruppo M, suggerendo che si siano formati a seguito di un fenomeno migratorio dall'Africa verso gli altri continenti.
In effetti in Africa è presente, limitatamente Corno d'Africa e in Tanzania, solo l'aplogruppo N1, per il quale si teorizza l'introgressione, a seguito di una migrazione di ritorno, dal continente Auroasiatico all'Africa.

### Cromosoma Y

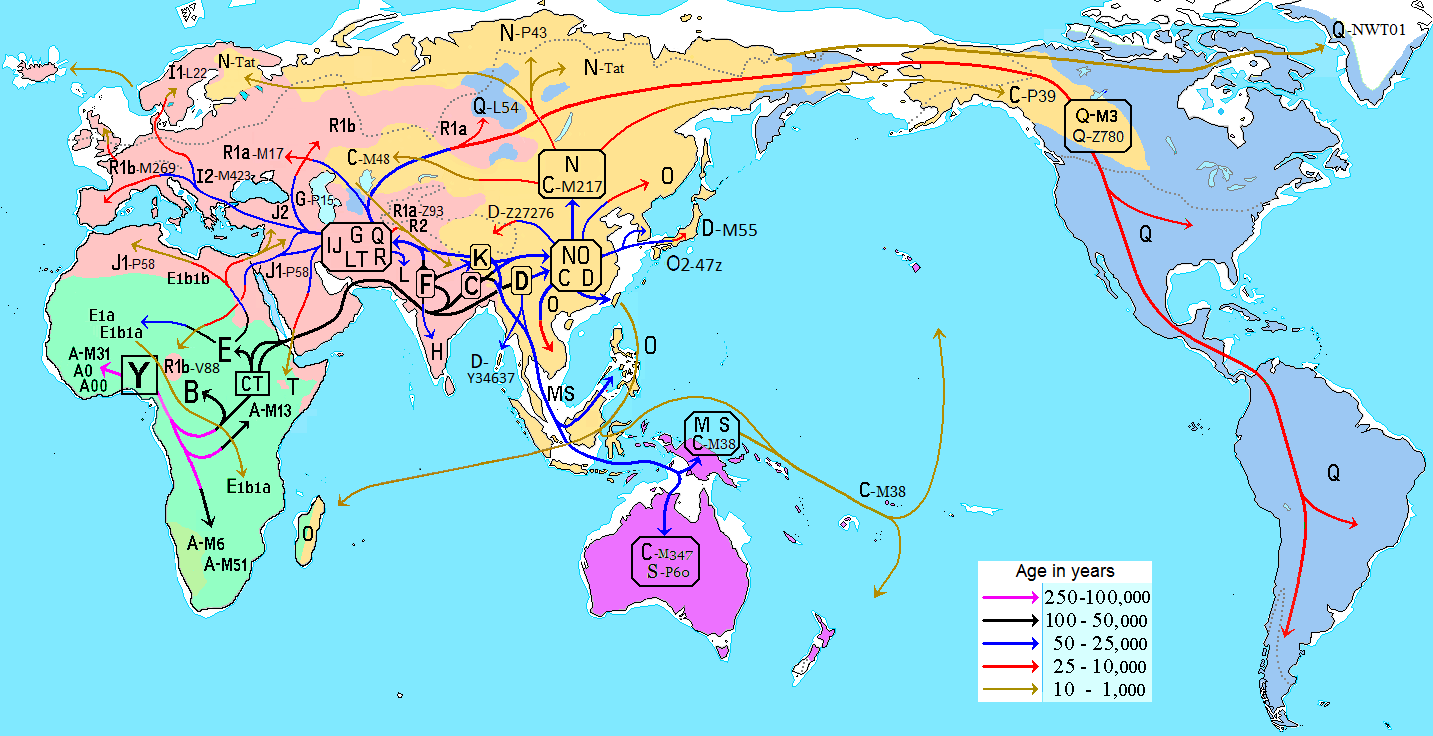
Mappa della distribuzione geografica degli Aplogruppi del cromosoma Y (i numeri sono gli anni prima del presente) e supposte rotte migratorie secondo l'Ipotesi dell'origine africana.

Il teorico aplogruppo CT del cromosoma Y (perché nessun uomo in tale aplogruppo è stato per ora trovato) è definito dalla mutazione M168 (che si suppone avvenne 70 000/68 000 anni fa) presente in tutti gli aplogruppi del cromosoma Y dell'uomo moderno tranne che negli aplogruppi A e B di esclusiva diffusione africana. Da CT discende l'aplogruppo DE (68 300/59 100 anni fa, per alcuni in Eurasia, e caratterizzato dalla più nota mutazione YAP) e l'aplogruppo CF (ipotetico perché nessun uomo in tale aplogruppo è stato trovato e risalente a 69 900/64 600 anni fa verosimilmente in Eurasia). Dall'aplogruppo DE deriva quindi l'aplogruppo D (60 000/50 000 anni fa in Eurasia) e l'aplogruppo E (58 900/44 600 anni fa forse in Eurasia e poi introgresso in Africa). Dall'aplogruppo CF deriva invece C (circa 60 000 anni fa in Eurasia
) ed F (55 700/38 700 anni fa in Eurasia) il cosiddetto "Adamo Euroasiatico" perché da esso discende il 90/95% della popolazione maschile dell'Eurasia.

### Libri
- William A. Haviland; Harald E. L. Prins; Dana Walrath; Bunny McBride (2009). The Essence of Anthropology. Cengage Learning. p. 90. ISBN 9780495599814. http://books.google.com/books?id=AmvJ1XtnIQoC&pg=PA90. Retrieved 14 June 2011.
- Peter Lafreniere (2010). Adaptive Origins: Evolution and Human Development Taylor & Francis. p. 90. ISBN 9780805860122. http://books.google.com/books?id=3F-Ms0mWKVYC&pg=PA90. Retrieved 14 June 2011.
- Renée Hetherington; Robert G. B. Reid (2010). The Climate Connection: Climate Change and Modern Human Evolution. Cambridge University Press. p. 64. ISBN 9780521147231. http://books.google.com/books?id=AAja8FTPF6QC&pg=PA64. Retrieved 14 June 2011.
- "Out of Africa Revisited – 308 (5724): 921g – Science". Sciencemag.org. 2005-05-13. doi:10.1126/science.308.5724.921g. https://www.sciencemag.org/cgi/content/summary/sci;308/5724/921g. Retrieved 2009-11-23.
- Stringer C (2003). "Human evolution: Out of Ethiopia". Nature 423 (6941): 692–3, 695. doi:10.1038/423692a. PMID 12802315.
- Johanson D. "Origins of Modern Humans: Multiregional or Out of Africa?". ActionBioscience. American Institute of Biological Sciences. http://www.actionbioscience.org/evolution/johanson.htmlArchiviato+il+29+aprile+2001+in+Internet+Archive..
- "Modern Humans – Single Origin (Out of Africa) vs Multiregional". http://www.asa3.org/ASA/education/origins/migration.htm.
- Searching for traces of the Southern Dispersal, by Dr. Marta Mirazón Lahr, et al.
- Was North Africa the Launch Pad for Modern Human Migrations? Michael Balter, science 7 January 2011: 331 (6013), 20–23. [DOI:10.1126/science.331.6013.20]
- A Revised Root for the Human Y Chromosomal Phylogenetic Tree: The Origin of Patrilineal Diversity in Africa. Fulvio Cruciani, Beniamino Trombetta, Andrea Massaia, Giovanni Destro-Bisol, Daniele Sellitto, Rosaria Scozzari, The American Journal of Human Genetics – 19 May 2011
- Earliest evidence of modern human life history in North African early Homo sapiens, Tanya M. Smith, Paul Tafforeau, Donald J. Reid, Rainer Grün, Stephen Eggins, Mohamed Boutakiout, Jean-Jacques Hublin, doi: 10.1073/pnas.0700747104 PNAS April 10, 2007 vol. 104 no. 15 6128–6133
- Robert Jurmain; Lynn Kilgore; Wenda Trevathan (2008). Essentials of Physical Anthropology. Cengage Learning. pp. 266–. ISBN 9780495509394. http://books.google.com/books?id=TSaSPza9LMYC&pg=PA266. Retrieved 14 June 2011.
- https://www.ncbi.nlm.nih.gov/pubmed/10766948
- Bowler 2003, p. 213, "The descent of man Chapter 6 – On the Affinities and Genealogy of Man". Darwin-online.org.uk. http://darwin-online.org.uk/content/frameset?viewtype=text&itemID=F937.1&pageseq=212. Retrieved 2011-01-11.
- Jackson Jr., John P. (2001). "In Ways Unacademical": The Reception of Carleton S. Coon's The Origin of Races, University of Colorado
- Adcock GJ, Dennis ES, Easteal S, Huttley GA, Jermiin LS, Peacock WJ, Thorne A (January 2001). "Mitochondrial DNA sequences in ancient Australians: Implications for modern human origins". Proc. Natl. Acad. Sci. U.S.A. 98 (2): 537–42. doi:10.1073/pnas.98.2.537. PMC 14622. PMID 11209053.
- Cooper A, Rambaut A, Macaulay V, Willerslev E, Hansen AJ, Stringer C (2001). "Human origins and ancient human DNA". Science 292 (5522): 1655–6. doi:10.1126/science.292.5522.1655. PMID 11388352.
- Eric Delson; Ian Tattersall; John A. Van Couvering (2000). Encyclopedia of human evolution and prehistory. Taylor & Francis. p. 677–. ISBN 9780815316961. http://books.google.com/books?id=E8z9YZZiKHgC&pg=PA677. Retrieved 14 June 2011.
- White TD, Asfaw B, DeGusta D, Gilbert H, Richards GD, Suwa G, Howell FC (June 2003). "Pleistocene Homo sapiens from Middle Awash, Ethiopia". Nature 423 (6941): 742–7. doi:10.1038/nature01669. PMID 12802332.
- Clive Finlayson (2009). The humans who went extinct: why Neanderthals died out and we survived. Oxford University Press US. p. 68. ISBN 9780199239184. http://books.google.com/books?id=EzBV3OPb5mAC&pg=PA68. Retrieved 14 June 2011.
- Liu H, Prugnolle F, Manica A, Balloux F (2006). "A geographically explicit genetic model of worldwide human-settlement history". Am. J. Hum. Genet. 79 (2): 230–7. doi:10.1086/505436. PMC 1559480. PMID 16826514.
- Bowler JM, Johnston H, Olley JM, Prescott JR, Roberts RG, Shawcross W, Spooner NA. (2003). "New ages for human occupation and climatic change at Lake Mungo, Australia". Nature 421 (6925): 837–40. doi:10.1038/nature01383. PMID 1259451.
- Olleya JM, Roberts RG, Yoshida H and Bowler JM (2006). "Single-grain optical dating of grave-infill associated with human burials at Lake Mungo, Australia". Quaternary Science Reviews 25 (19–20): 2469–2474. doi:10.1016/j.quascirev.2005.07.022.
- Hu Y, Shang H, Tong H, Nehlich O, Liu W, Zhao C, Yu J, Wang C, Trinkaus E, Richards MP (July 2009). "Stable isotope dietary analysis of the Tianyuan 1 early modern human". Proc. Natl. Acad. Sci. U.S.A. 106 (27): 10971–4. doi:10.1073/pnas.0904826106. PMC 2706269. PMID 19581579.
- Brown P (1992). "Recent human evolution in East Asia and Australasia". Philos. Trans. R. Soc. Lond., B, Biol. Sci. 337 (1280): 235–42. doi:10.1098/rstb.1992.0101. PMID 1357698.
- Shen G, Wang W, Wang Q, Zhao J, Collerson K, Zhou C, Tobias PV (December 2002). "U-Series dating of Liujiang hominid site in Guangxi, Southern China". J. Hum. Evol. 43 (6): 817–29. PMID 12473485.
- "Ancestral tools". Handprint.com. 1999. http://www.handprint.com/LS/ANC/stones.html. Retrieved 2011-01-11.
- "Middle to upper paleolithic transition". Wsu.edu. https://web.archive.org/web/20100824064441/http://www.wsu.edu/~rquinlan/mptoup.htm. Retrieved 2011-01-11.
- Jones, Marie; John Savino (2007). Supervolcano: The Catastrophic Event That Changed the Course of Human History (Could Yellowstone be Next?). Franklin Lakes, NJ: New Page Books. ISBN 1-56414-953-6. http://books.google.ca/books?id=tSIa0VQn1NQC&lpg=PA138&dq=all%20%20people%20alive%20today%20have%20inherited%20the%20same%20Mitochondria&pg=PA138#v=onepage&q&f=true.
- Cann RL, Stoneking M, Wilson AC (1987). "Mitochondrial DNA and human evolution". Nature 325 (6099): 31–6. doi:10.1038/325031a0. PMID 3025745.
- Vigilant L, Stoneking M, Harpending H, Hawkes K, Wilson AC (September 1991). "African populations and the evolution of human mitochondrial DNA". Science 253 (5027): 1503–7. doi:10.1126/science.1840702. PMID 1840702.
- Keinan A, Mullikin JC, Patterson N, Reich D (2009). "Accelerated genetic drift on chromosome X during the human dispersal out of Africa". Nat. Genet. 41 (1): 66–70. doi:10.1038/ng.303. PMC 2612098. PMID 19098910.
- Gonder MK, Mortensen HM, Reed FA, de Sousa A, Tishkoff SA (2007). "Whole-mtDNA genome sequence analysis of ancient African lineages". Mol. Biol. Evol. 24 (3): 757–68. doi:10.1093/molbev/msl209. PMID 17194802.
- Chen YS, Olckers A, Schurr TG, Kogelnik AM, Huoponen K, Wallace DC 2000). "mtDNA variation in the South African Kung and Khwe-and their genetic relationships to other African populations". Am. J. Hum. Genet. 66 (4): 1362–83. doi:10.1086/302848. PMC 1288201. PMID 10739760.
- Coop G, Pickrell JK, Novembre J, Kudaravalli S, Li J, Absher D, Myers RM, Cavalli-Sforza LL, Feldman MW, Pritchard JK (2009). Schierup, Mikkel H.. ed. "The role of geography in human adaptation". PLoS Genet. 5 (6): e1000500. doi:10.1371/journal.pgen.1000500. PMC 2685456. PMID 19503611.

### Riviste
- (EN) Anna Olivieri, Alessandro Achilli, Maria Pala, Vincenza Battaglia, Simona Fornarino, Nadia Al-Zahery, Rosaria Scozzari, Fulvio Cruciani, Doron M. Behar, Jean-Michel Dugoujon, Clotilde Coudray, A. Silvana Santachiara-Benerecetti, Ornella Semino, Hans-Jürgen Bandelt e Antonio Torroni, The mtDNA Legacy of the Levantine Early Upper Palaeolithic in Africa, vol. 314, 2006,  pp. 1767-1770, DOI:10.1126/science.11355. URL consultato il 28 luglio 2025.
- (EN) Miroslava Derenkoa, Boris Malyarchuka, Tomasz Grzybowskib, Galina Denisovaa, Irina Dambuevac, Maria Perkovaa, Choduraa Dorzhud, Faina Luzinae, Hong Kyu Leef, Tomas Vanecekg, Richard Villemsh e Ilia Zakharov, Phylogeographic Analysis of Mitochondrial DNA in Northern Asian Populations, in Science direct, vol. 81, 2007, DOI:10.1086/522933. URL consultato il 29 luglio 2025.